# Ecnomus bullatus
Ecnomus bullatus är en nattsländeart som beskrevs av Cartwright 1998. Ecnomus bullatus ingår i släktet Ecnomus och familjen trattnattsländor. Inga underarter finns listade i Catalogue of Life.